# Iván Rodríguez (futbolista nacido en 1987)
Iván Antonio Rodríguez Castillo (Lima, 7 de setiembre de 1987) es un futbolista profesional peruano. Juega de volante y actualmente está sin equipo. Es hermano del defensa central Kike Rodríguez.

## Trayectoria
Tuvo un breve paso por Sporting de Lisboa B en la temporada 2012/2013, equipo de la segunda división portuguesa de fútbol. 
Representó a la Selección nacional de Futsal de Perú en el Sudamericano Sub-20 de Venezuela en el año 2006.

## Clubes
| Club                | País     | Año       |
| ------------------- | -------- | --------- |
| UTC                 | Perú     | 2008      |
| La Peña Sporting    | Perú     | 2009-2010 |
| CNI                 | Perú     | 2011      |
| Sporting "B"        | Portugal | 2012-2013 |
| Deportivo Municipal | Perú     | 2013      |
| Comerciantes Unidos | Perú     | 2014      |
| Carlos A. Mannucci  | Perú     | 2015      |
| Willy Serrato       | Perú     | 2016-2017 |
| Carlos Stein        | Perú     | 2019      |
| Pirata FC           | Perú     | 2020      |

## Palmarés
| Título    | Club         | País | Año  |
| --------- | ------------ | ---- | ---- |
| Copa Perú | Carlos Stein | Perú | 2019 |